# The Stolen Plans (film 1913)
The Stolen Plans è un cortometraggio muto del 1913 diretto da Charles Brabin.

## Trama
Un capitano viene ricattato da una spia che vuole fargli rubare i piani segreti di un nuovo biplano.
Trama di Moving Picture World synopsis in (EN)  su IMDb

## Produzione
Il film fu prodotto dalla Edison Company.

## Distribuzione
Distribuito dalla General Film Company, il film - un cortometraggio in una bobina - uscì nelle sale cinematografiche degli Stati Uniti il 9 dicembre 1913. Nel febbraio 1914, fu distribuito anche nel Regno Unito.